# Aleksandra Artiuchina
Aleksandra Wasiljewna Artiuchina (ros. Александра Васильевна Артюхина, ur. 25 października?/6 listopada 1889 w Wysznim Wołoczku, zm. 7 kwietnia 1969 w Moskwie) – rosyjska rewolucjonistka, komunistka, radziecka działaczka partyjna i związkowa, Bohater Pracy Socjalistycznej (1960).

## Życiorys
Po ukończeniu 3-letniej szkoły podstawowej pracowała w fabryce tkackiej w Wysznim Wołoczku, od 1906 mieszkała w Petersburgu, gdzie pracowała w fabrykach tekstylnych, później w fabryce maszyn „Ajwaz”. Od 1906 związana z ruchem rewolucyjnym, działała w związkach zawodowych pracowników tekstylnych i metalowców w Petersburgu, 1910 wstąpiła do SDPRR, 1912 wróciła do Wyszniego Wołoczku i organizowała tam lokalną grupę SDPRR, 1912–1914 była w zarządzie związku zawodowego metalowców. Aktywna organizatorka żeńskiego ruchu robotniczego. W marcu 1914 aresztowana, po czym skazana na zesłanie, 16 marca 1917 amnestionowana po rewolucji lutowej. Od 1917 w składzie Wyszniewołockiego Komitetu SDPRR(b), później komisarz pracy ujezdu wyszniewołockiego, do 1923 kierowała Wydziałem Kobiecym Twerskiego Gubernialnego Komitetu RKP(b), 1923–1924 przewodnicząca komitetu fabrycznego fabryki tekstylnej „Proletarka” w Twerze. Od 1924 do 27 stycznia 1926 zastępca kierowniczki Wydziału Robotnic i Chłopek KC RKP(b)/WKP(b), 1924–1931 redaktor pisma „Rabotnica”, od 31 maja 1924 do 18 grudnia 1925 zastępca członka, a od 31 grudnia 1925 do 26 czerwca 1930 członek KC WKP(b). Od 1 stycznia 1926 do 26 czerwca 1930 zastępca członka Sekretariatu KC WKP(b) i członek Biura Organizacyjnego KC WKP(b), od 27 stycznia 1926 do stycznia 1930 kierowała Wydziałem Robotnic i Chłopek KC WKP(b), od 13 lipca 1930 do 26 stycznia 1934 była członkiem Centralnej Komisji Kontrolnej WKP(b) i zastępcą członka jej Prezydium. 1931-1932 pracowała w Ludowym Komisariacie Inspekcji Robotniczo-Chłopskiej ZSRR, 1934–1938 była przewodniczącą KC Związku Zawodowego Robotnic Przemysłu Bawełnianego, od 1938 dyrektor fabryki w Moskwie, od 1951 na emeryturze.
Pochowana na Cmentarzu Nowodziewiczym. Jej imieniem nazwano ulice w Moskwie i Wysznim Wołoczku.

## Odznaczenia
- Złoty Medal „Sierp i Młot” Bohatera Pracy Socjalistycznej (7 marca 1960)
- Order Lenina (trzykrotnie)

I dwa inne ordery, a także medale.